# 대구광역시의 국가등록문화유산
대한민국의 국가등록문화재 가운데 대구광역시에 있는 국가등록문화재는 다음의 목록과 같다.
| 번호  | 사진 | 명칭                                                      | 소재지                                | 관리자 (단체)     | 지정일                | 참조 |
| 4호   |      | 대구 효목동 조양회관 (大邱 孝睦洞 朝陽會館)               | 대구 동구 효동로2길 94 (효목동)       | 대구광역시 동구청 | 2002년 2월 28일 지정  |      |
| 5호   |      | 구 대구사범학교 본관과 강당 (舊 大邱師範學校 本館과 講堂) | 대구 중구 달구벌대로 2178 (대봉동)    | 대구광역시 중구청 | 2002년 2월 28일 지정  |      |
| 15호  |      | 대구 동산병원 구관 (大邱 東山病院 舊館)                   | 대구 중구 달성로 56 (동산동)          | 대구광역시 중구청 | 2002년 5월 31일 지정  |      |
| 291호 |      | 구 군위성결교회 (舊 軍威聖潔敎會)                         | 대구 군위군 군위읍 동서4길 6 (동부리) |                   | 2006년 12월 4일 지정  |      |
| 303호 |      | 대구 구 동촌역사 (大邱 舊 東村驛舍)                       | 대구 동구 동촌로 91-19 (검사동)       | 한국철도시설공단  | 2006년 12월 4일 지정  |      |
| 570호 |      | 대구 구 교남 YMCA 회관                                    | 대구 중구 남성로 24                   | .                 | 2013년 10월 29일 지정 |      |
| 581호 |      | 대구 삼덕초등학교 구 관사                                 | 대구 중구 삼덕동 3가 221              | .                 | 2013년 12월 20일 지정 |      |
| 628호 |      | 대구 동화사 괘불도                                        | 대구 동구 동화사 1길 1                | 동화사            | 2014년 10월 29일 지정 |      |